# Friedrich Wilhelm de Brunswick
Friedrich Wilhelm (9 octombrie 1771 - 16 iunie 1815), Duce de Braunschweig-Wolfenbüttel și de Oels a fost suveran al ducatului Braunschweig-Wolfenbüttel în perioada 1806-1807 și în Ducatul Braunschweig după eliberarea de sub dominația franceză în 1813 până la moartea sa în Bătălia de la Quatre Bras.
Prințul Friedrich William de Brunswick-Wolfenbüttel s-a născut la Braunschweig ca al patrulea fiu al lui Charles William Ferdinand, Duce de Brunswick-Lüneburg și al Prințesei Augusta a Marii Britanii. A fost vărul și cumnatul prietenului său George al IV-lea, Prinț Regent al Regatului Unit (din 1811).